# Carl von Häberlin

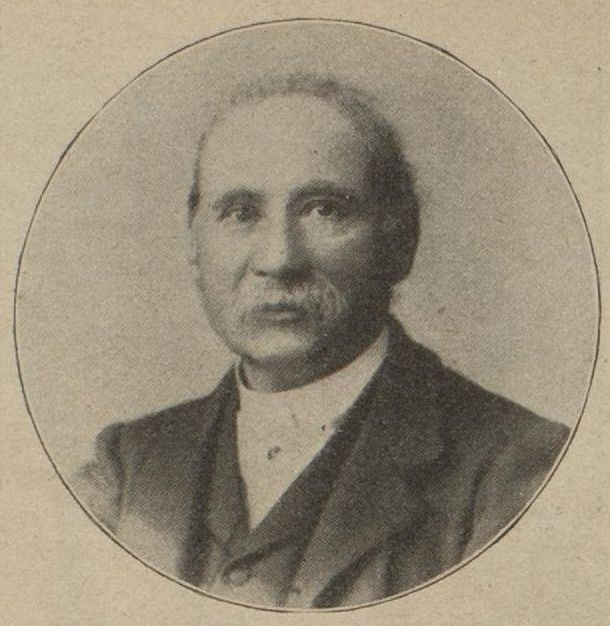
Carl von Häberlin

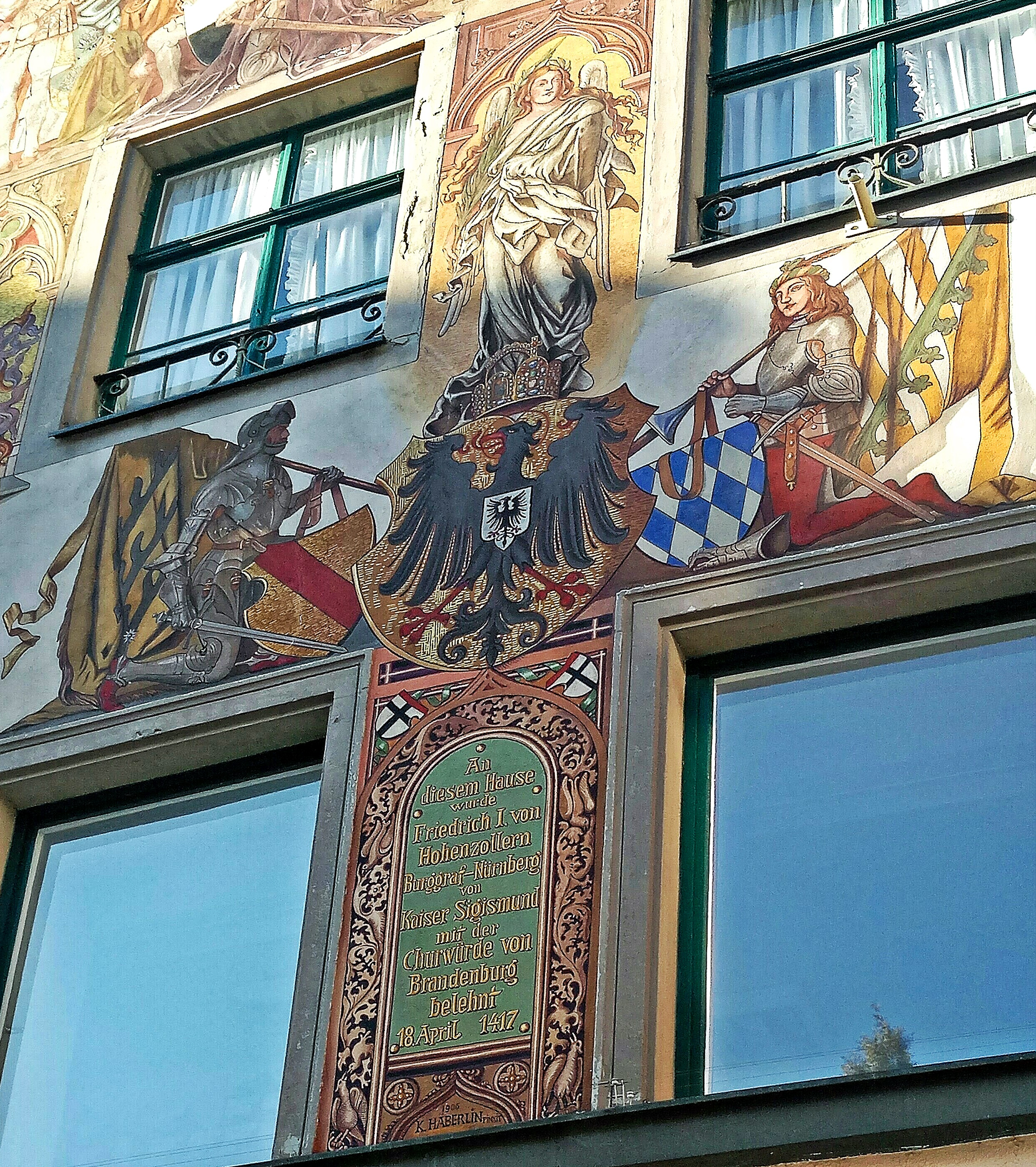
Konstanz, Haus zum Hohen Hafen, Erinnerung an die Belehnung Friedrich VI. von Hohenzollern mit der Kurmark, 1417. Signierte Fassadenmalerei, Carl von Häberlin, 1905

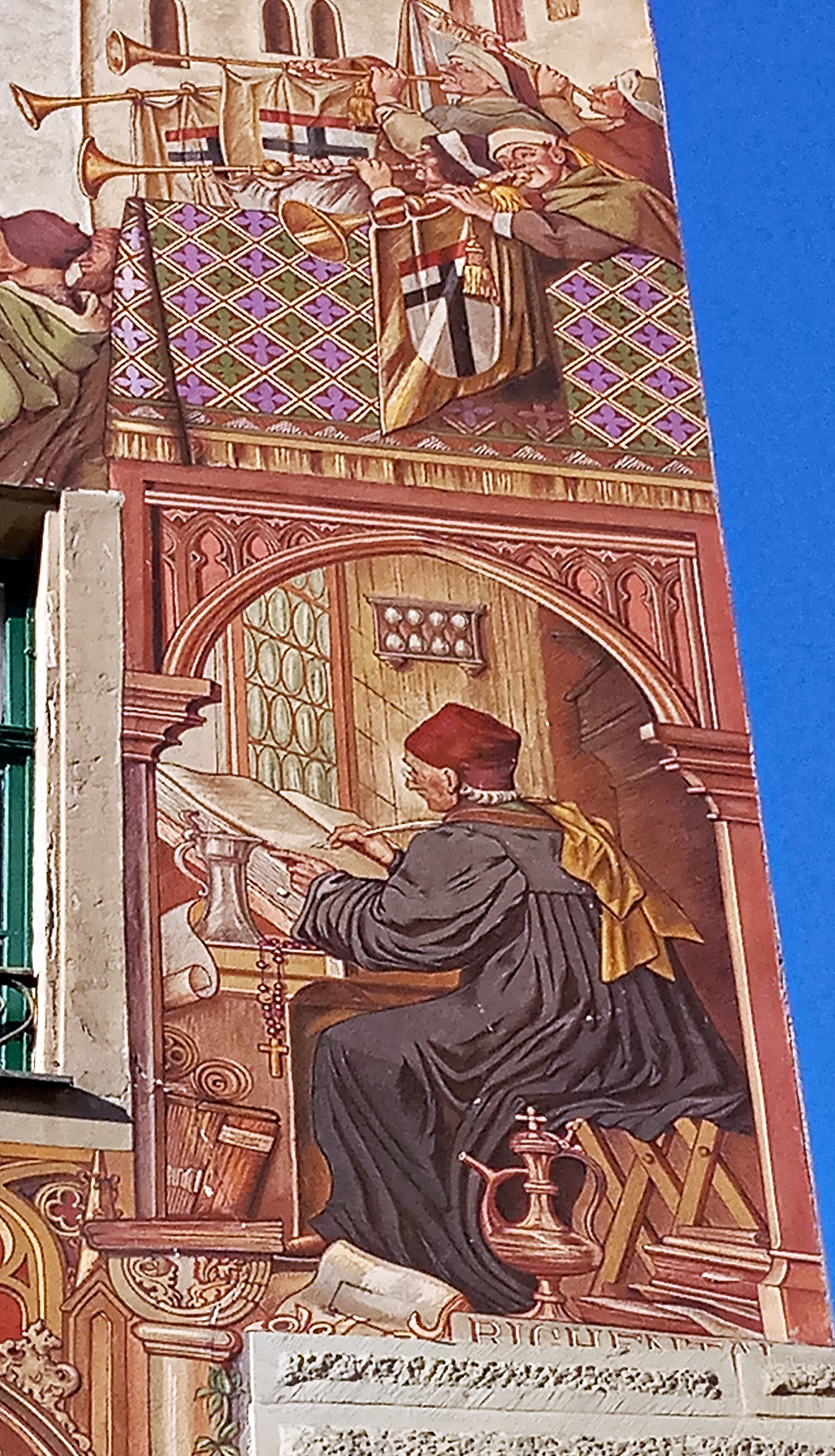
Konstanz, Haus zum Hohen Hafen, Ulrich Richental schreibt die Konzilschronik. Fassadenmalerei, Carl von Häberlin, 1905

Carl Häberlin, ab 1901 von Häberlin (auch Karl Haeberlin; * 16. Dezember 1832 in Oberesslingen, Königreich Württemberg; † 13. April 1911 in Stuttgart), war ein deutscher Maler und Illustrator. 

## Leben
Häberlin erhielt seine erste Ausbildung in Stuttgart an der Königlichen Kunstschule und studierte von 1852 bis 1856 auf der Kunstakademie Düsseldorf unter Theodor Hildebrandt und Wilhelm von Schadow. Um 1859 wohnte Häberlin mit dem Maler Arnold Overbeck in der Jägerhofstraße 13 in Düsseldorf. Seine ersten Bilder waren Württembergische Rekrutierung, Szene aus dem Bauernkrieg und Szene aus dem Schleswig-Holsteinischen Krieg. 1856 besuchte er die nordfriesischen Inseln Föhr und Amrum, um vor Ort Studien für ein Gemälde anzufertigen, das Freiwillige Helfer zeigt, die einen Verwundeten schleswig-holsteinischen Krieger durch die Dünen tragen.

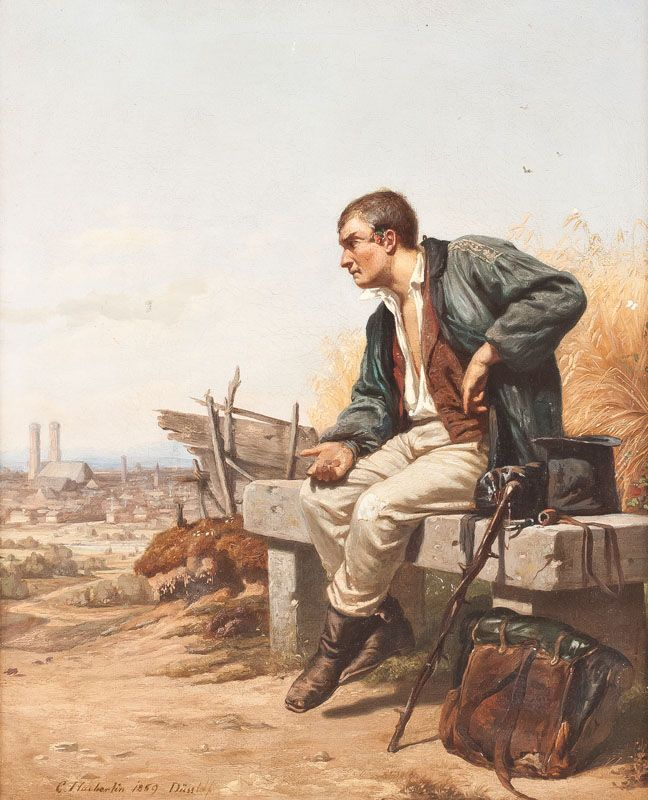
Wanderer bei der Rast vor München, 1859

1860 begab er sich zur Akademie der bildenden Künste München zu Karl Theodor von Piloty. Dort entstanden die Bilder Aushebung des Klosters Alpirsbach durch die Schweden (Staatsgalerie Stuttgart), Die Weiber von Schorndorf (Stadtmuseum Schorndorf) sowie das Fresko Szene aus dem sizilischen Aufstand (Bayerisches Nationalmuseum).
Nachdem er 1864 Italien besucht hatte, ließ er sich 1866 in Stuttgart nieder, malte daselbst die Bilder Tezel, Savonarola, Diebesbande vor Gericht und entwickelte eine große Produktivität als Illustrator. Von 1868 bis 1885 war er Professor der Genremalerei an der Königlichen Kunstschule in Stuttgart. Seine Bilder zeichnen sich durch große Lebendigkeit und energische, charakteristische Darstellung aus.
Von 1878 bis 1894 arbeitete Carl von Häberlin – unterbrochen nur von den kalten Wintermonaten – in Konstanz an insgesamt 26 großformatigen Wandbildern im früheren Kloster (seit 1874 Hotel) auf der Dominikanerinsel. Diese stellten Szenen aus der Geschichte der Insel dar, von den Pfahlbauten der Frühgeschichte bis zu den ersten Hotelgästen, und ersetzten dabei die vorhandenen biblischen Fresken.
Zudem schmückte Carl von Häberlin zwischen 1892 und 1894 das Schloss Castell im nahe Konstanz gelegenen Tägerwilen (Thurgau, Schweiz) mit Fresken aus.
1901 erhielt er das Ehrenkreuz des Ordens der Württembergischen Krone, mit dem der Personaladel verbunden war.
1905 bemalte er die Fassade des historischen Hauses Zum Hohen Hafen in Konstanz.